# Вітольдово (гміна Бжешць-Куявський)
Вітольдово (пол. Witoldowo) — село в Польщі, у гміні Бжешць-Куявський Влоцлавського повіту Куявсько-Поморського воєводства.
Населення — 140 осіб (2011).
У 1975-1998 роках село належало до Влоцлавського воєводства.

## Демографія
Демографічна структура станом на 31 березня 2011 року:
|          | Загалом | Допрацездатний вік | Працездатний вік | Постпрацездатний вік |
| -------- | ------- | ------------------ | ---------------- | -------------------- |
| Чоловіки | 72      | 15                 | 50               | 7                    |
| Жінки    | 68      | 13                 | 45               | 10                   |
| Разом    | 140     | 28                 | 95               | 17                   |